# Мириолецис тополёвый
Мириолецис тополёвый (лат. Myriolecis populicola)  — вид лишайников рода Мириолецис (Myriolecis) семейства Леканоровые (Lecanoraceae).

## Синонимы[1]
- Lecanora albella f. distans (Pers.) Blomb. et Forssell, 1880
- Lecanora distans (Pers.) Nyl., 1872
- Lecanora pallida f. distans (Pers.) Stein, 1879
- Lecanora populicola (DC.) Duby, 1830
- Lecanora subfusca f. distans (Pers.) H. Oliver, 1884
- Lecanora subfusca var. distans (Pers.) D. Dietr., 1837 [1832—1837]
- Lichen distans Pers., 1803
- Lichen populicola (DC.) Lam., 1813
- Parmelia distans (Pers.) Mart., 1817
- Patellaria populicola DC., 1805basionym
- Polyozosia populicola (DC.) S.Y. Kondr., L. Lőkös et Farkas, 2019

## Описание
Таллом накипной, до 5 см ширины, образует на коре ограниченные пятна, тонкое, морщинистое, иногда мелкозернистое до мелкобугорчатого, сероватое, беловато-серое, иногда с оливковым оттенком, более тёмное в центре, светлое на периферии, нередко окружённое концентрическими кругами светлого подслоевища. Апотеции до 1,5 мм в диаметре, рассеянные, в центре таллома несколько сближенные, молодые в виде бородавочек, старые более плоские, округлые или слегка деформированные. Диск апотециев плоский, реже немного выпуклый, жёлто-оливковый, коричневый, часто с розовым оттенком, сначала покрытый густым, белым налётом, позднее голый, окружённый толстым, светлым до белого, цельным, неясно зубчатым или неправильно лопастным слоевищным краем с развитым коровым слоем. Гимений бесцветный, или, иногда, желтоватый, 90—125 мкм высоты. Эпигимений бесцветный до коричневого с вкраплением множества гранул, 10—15 мкм толщины. Гипотеций желтоватый, 30—52 мкм высоты. Эксципул слабо развит, с едва заметными параллельными гифами, 10,5—26 мкм высоты. Парафизы слитые, очень неясно расчленённые, без утолщений на верхушке. Сумки булавовидные, с 8 эллипсоидными спорами. Споры одноклеточные, бесцветные, широкоэллипсоидные, 10—16×5,6—9 мкм. Конидии цилиндрические, изогнутые, 16—21×1 мкм.
Иногда является хозяйком для лихенофильного гриба Candelariella superdistans.

### Химический состав
Присутствует вторичный метаболит в виде 2,5-dichlorolichexanthone.

## Среда обитания и распространение
На коре осин и тополей, редко на других породах в равнинных лесах.
Встречается в Европе, Азии, Северной и Центральной Америках.
В России распространён в европейской части, на Урале, Кавказе, в сибирском секторе Арктики. Очень распространённый, обычный вид.